# Họ Ăn mật
Họ Ăn mật, tên khoa học Meliphagidae, là một họ chim trong bộ Passeriformes.
Chúng phổ biến nhất ở Úc và New Guinea, và cũng được tìm thấy ở New Zealand, các đảo Thái Bình Dương xa về phía đông như Samoa và Tonga, và các đảo ở phía bắc và phía tây của New Guinea được gọi là Wallacea. Bali, ở phía bên kia của đường Wallace, có một loài duy nhất.
Tổng cộng có 190 loài trong 50 chi, khoảng gần một nửa là loài bản địa Australia, nhiều loài khác bản địa New Guinea. Với những họ hàng gần gũi nhất của chúng, Maluridae, Pardalotidae, và Acanthizidae, v.v.), chúng bao gồm siêu họ Meliphagoidea và có nguồn gốc từ rất sớm trong lịch sử tiến hóa của sự tỏa ra của bộ sẻ biết hót. Mặc dù chim ăn mật trông và cư xử rất giống các loài chim ăn mật khác trên thế giới (chẳng hạn như hút mật và chim sâu), chúng không có liên quan và những điểm tương đồng là kết quả của sự tiến hóa hội tụ.

## Phân loại học
Phân loại trong bài này dựa theo Driskell A. & L. Christidis (2004), Gardner et al. (2010), Toon et al. (2010), Nyári A. S. & L. Joseph (2011), Andersen et al. (2014), Joseph et al. (2014), Marki et al. (2017).
- Myzinae
  - Myza: 2 loài.
- Gliciphilinae
  - Acanthorhynchini
    - Acanthorhynchus: 2 loài.
    - Certhionyx[13]: 1 loài.
    - "Pycnopygius": 2 loài (P. ixoides và P. cinereus). Loài điển hình của chi Pycnopygius là P. stictocephalus không thuộc về tông này nên 2 loài này tạm thời chưa có tên chi thay thế.
    - Prosthemadera: 1 loài.
    - Anthornis: 1 loài sinh tồn (A. melanura), 1 loài tuyệt chủng (A. melanocephala).

  - Gliciphilini
    - Gliciphila: 3 loài. Gộp cả Glycifohia.
    - Glycichaera: 1 loài.
    - Melionyx: 3 loài.Tách ra từ Melidectes.
    - Ptiloprora: 6 loài.

  - Epthianurini
    - Lacustroica: 1 loài (Lacustroica whitei, trước đây là Conopophila whitei).
    - Stresemannia: 1 loài.
    - Ramsayornis: 2 loài.
    - Conopophila: 2 loài.
    - Ashbyia: 1 loài.
    - Epthianura: 4 loài.
    - Melilestes: 1 loài.
    - Timeliopsis: 2 loài.
    - Macgregoria: 1 loài.
    - Melipotes: 4 loài.
- Meliphaginae
  - Stomiopera: 2 loài. Tách ra từ Lichenostomus.
  - Meliphaga: 3 loài.
  - Oreornis: 13 loài. Nguyên chỉ chứa 1 loài là O. chrysogenys. 12 loài còn lại tách ra từ Meliphaga.
  - Acanthagenys: 1 loài.
  - Anthochaera: 5 loài. (gồm cả Xanthomyza[14])
  - Bolemoreus: 2 loài. Tách ra từ Lichenostomus.
  - Gavicalis: 3 loài. Tách ra từ Lichenostomus.
  - Ptilotula: 6 loài. Tách ra từ Lichenostomus.
  - Caligavis: 3 loài. Tách ra từ Lichenostomus.
  - Purnella: 1 loài. Trước đây thuộc Phylidonyris.
  - Lichenostomus: 2 loài.
  - Manorina: 4 loài.
  - Melidectes: 6 loài.
- Philemoninae
  - Phylidonyrini
    - Cissomela: 1 loài. Tách ra từ Certhionyx.
    - Phylidonyris[13] (gộp cả chi đơn loài Trichodere là Trichodere cockerelli): 4 loài.
    - Lichmera: 10 loài.

  - Melithreptini
    - Gymnomyza: 1 loài (G. aubryana).
    - Nesoptiloris: 2 loài. Tách ra từ Lichenostomus.
    - Entomyzon: 1 loài.
    - Melithreptus: 7 loài.
    - Meliarchus: 1 loài.
    - Guadalcanaria: 1 loài.
    - Foulehaio: 7 loài. Gộp các loài theo truyền thống thuộc Gymnomyza là G. viridis, G. brunneirostris, G. samoensis cũng như Xanthotis provocator.

  - Philemonini
    - Xanthotis: 3 loài.
    - Plectorhyncha: 1 loài.
    - Pycnopygius: 1 loài (P. stictocephalus, là loài điển hình của chi Pycnopygius theo cả nghĩa rộng lẫn nghĩa hẹp).
    - Grantiella: 1 loài.
    - Philemon: 18 loài.

  - Myzomelini
    - "Lichmera": 1 loài (Lichmera lombokia), không có quan hệ họ hàng gần với các loài khác trong chi Lichmera.
    - Sugomel: 1 loài. Tách ra từ Certhionyx.
    - Melitograis: 1 loài.
    - Vosea: 1 loài (Vosea whitemanensis). Tách ra từ Melidectes.
    - Myzomela: 32 loài.

## Thư viện ảnh

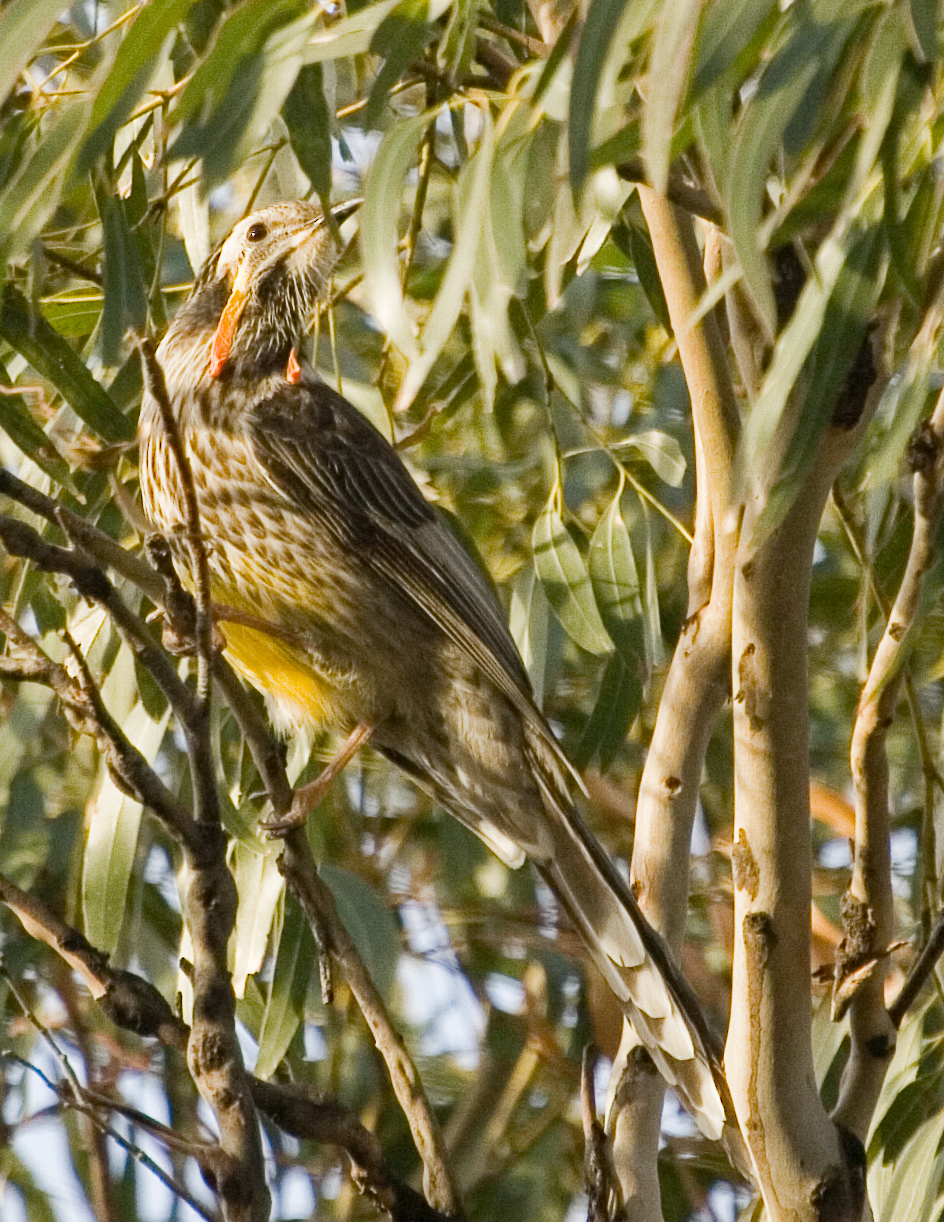
Anthochaera paradoxa
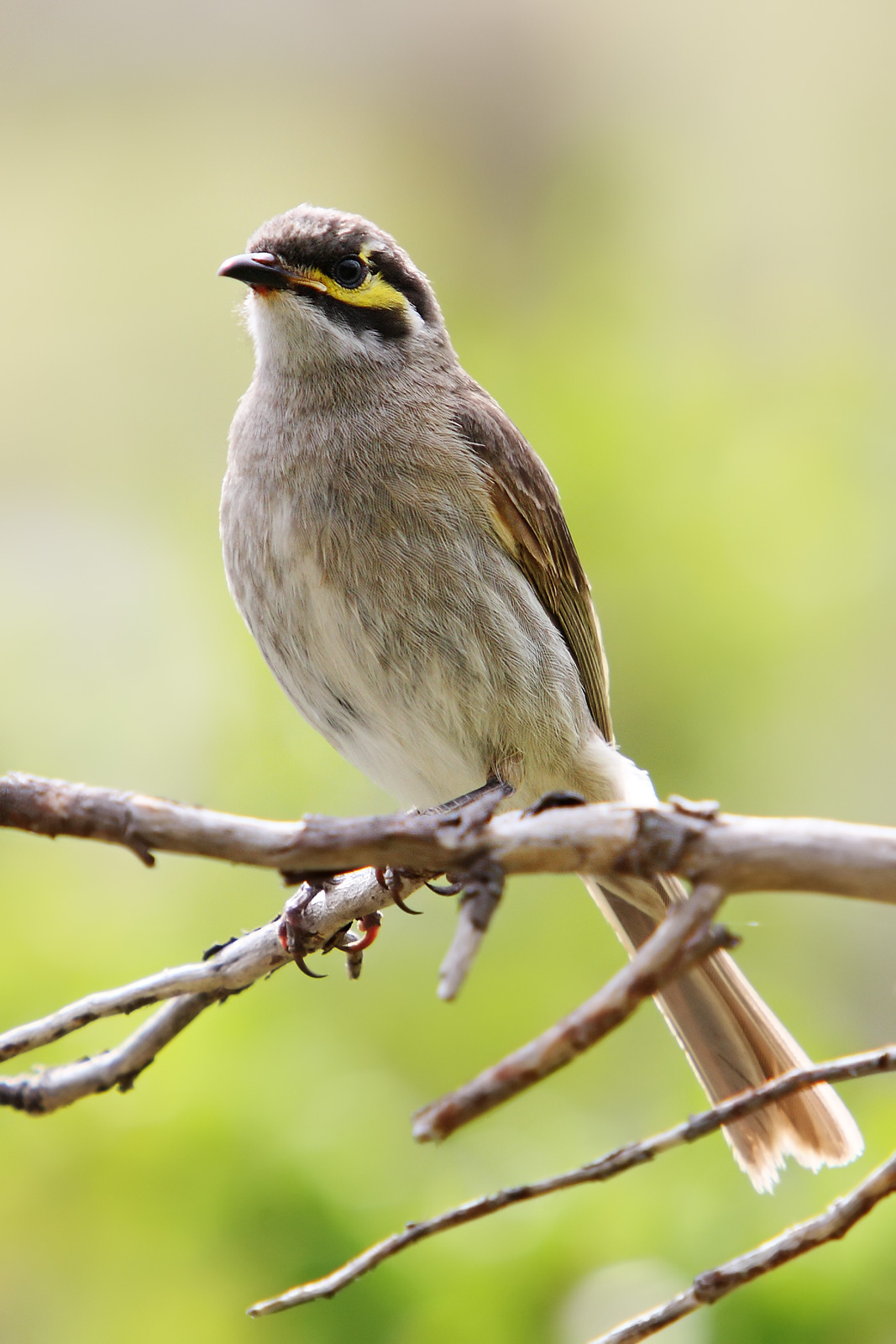
Lichenostomus chrysops
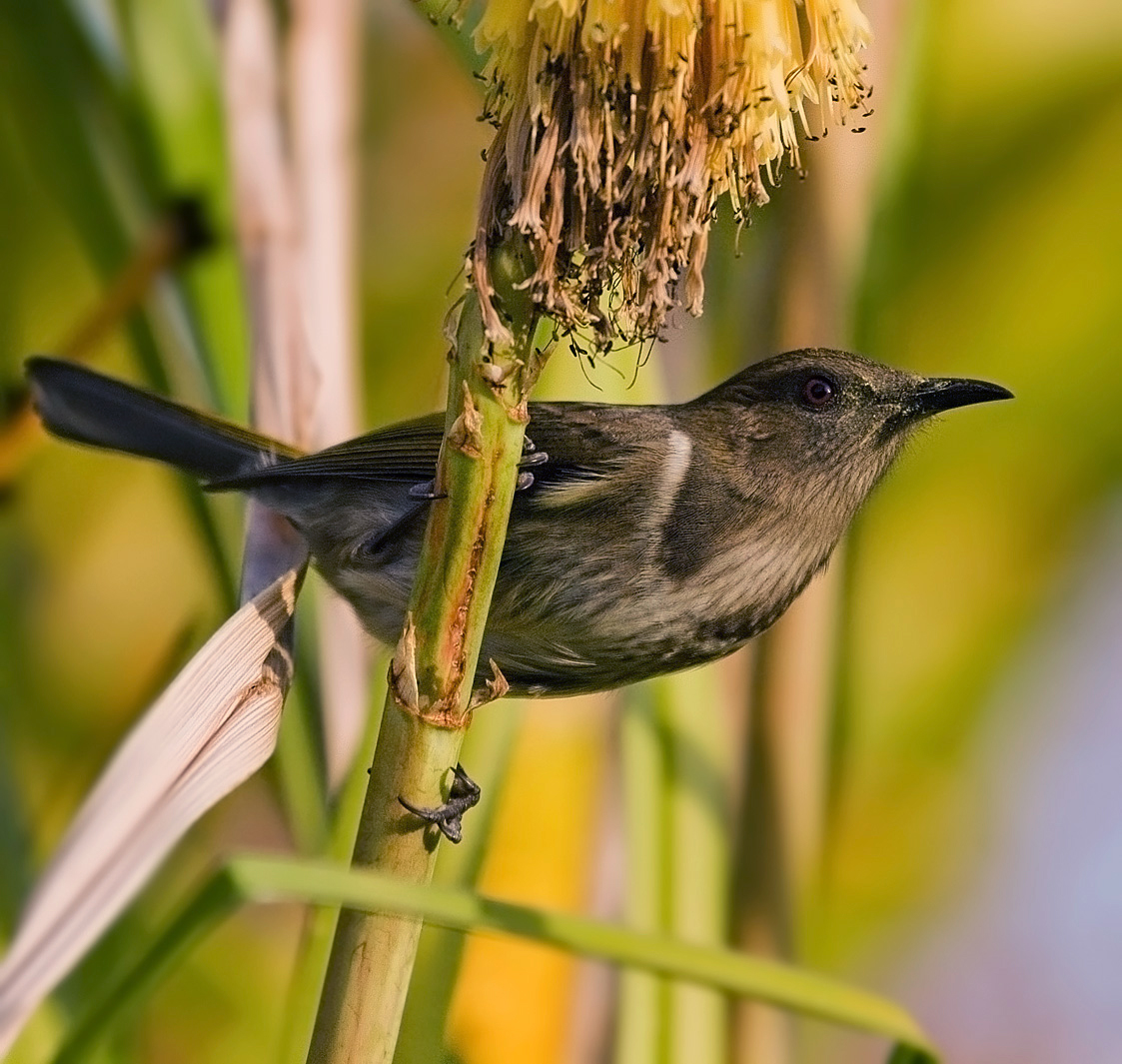
Phylidonyris pyrrhoptera
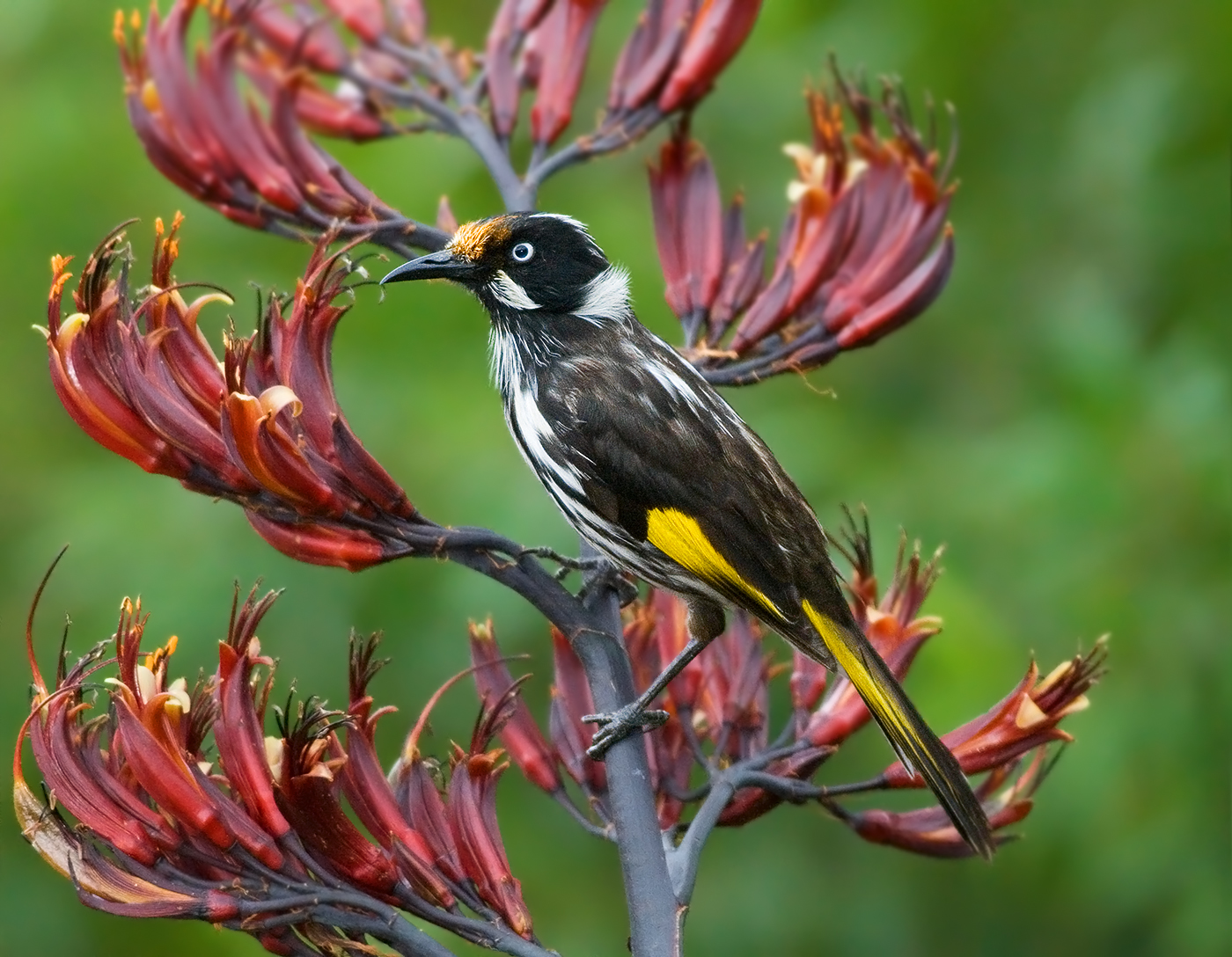
Phylidonyris novaehollandiae